# Heteropachylinae
Sous-famille
Les Heteropachylinae sont une sous-famille d'opilions laniatores de la famille des Gonyleptidae.

## Distribution
Les espèces de cette sous-famille sont endémiques du Brésil. Elles se rencontrent dans les États d'Espírito Santo, de Bahia, du Sergipe, du Paraíba, du Pernambouc et du Ceará.

## Liste des genres
Selon World Catalogue of Opiliones (26/08/2021) :
- Heteropachylus Roewer, 1913
- Magnispina Mendes, 2011
- Pseudopucrolia Roewer, 1912

## Publication originale
- Kury, 1994 : « Early lineages of Gonyleptidae (Arachnida, Opiliones, Laniatores). » Tropical Zoology, vol. 7, no 2, p. 343–353.